# Kościół Najświętszego Serca Pana Jezusa w Sopocie
Kościół Najświętszego Serca Pana Jezusa w Sopocie – rzymskokatolicki kościół parafialny znajdujący się przy ul. Malczewskiego w  Sopocie, w województwie pomorskim. Należy do dekanatu Sopot w archidiecezji gdańskiej.
Kościół jest przebudowaną dawną kaplicą cmentarną wzniesioną na cmentarzu ewangelickim przekształconym po II wojnie światowej w cmentarz komunalny. Obiekt 7 października 1946 został przejęty przez katolików i 8 grudnia poświęcony na potrzeby kultu katolickiego. 1 listopada tegoż roku została erygowana nowa parafia pod wezwaniem Najświętszego Serca Pana Jezusa. W latach 1946–1947 kaplica została wyremontowana. W 1956 kościół otrzymał trzy dzwony odlane ze spiżu we wrocławskiej ludwisarni – Emila Kozłowskiego. 16 czerwca 1968 zostały poświęcone organy 10-głosowe wykonane przez organmistrza z Gdańska – Wawrzyńca Richerta. W 1972 świątynia została rozbudowana o kostnicę, a także wyremontowano dach. We wnętrzu kościoła tj. w prezbiterium znajduje się mozaika pt. „Ostatnia Wieczerza”, wykonana w 1974 przez gdańskiego artystę plastyka – Bogusława Marszala.
Dekretem biskupim z dnia 1 lipca 2024 arcybiskupa metropolity gdańskiego – Tadeusza Wojdy SAC – kościół parafialny został ustanowiony siedzibą dekanatu.